# Josef Göppel

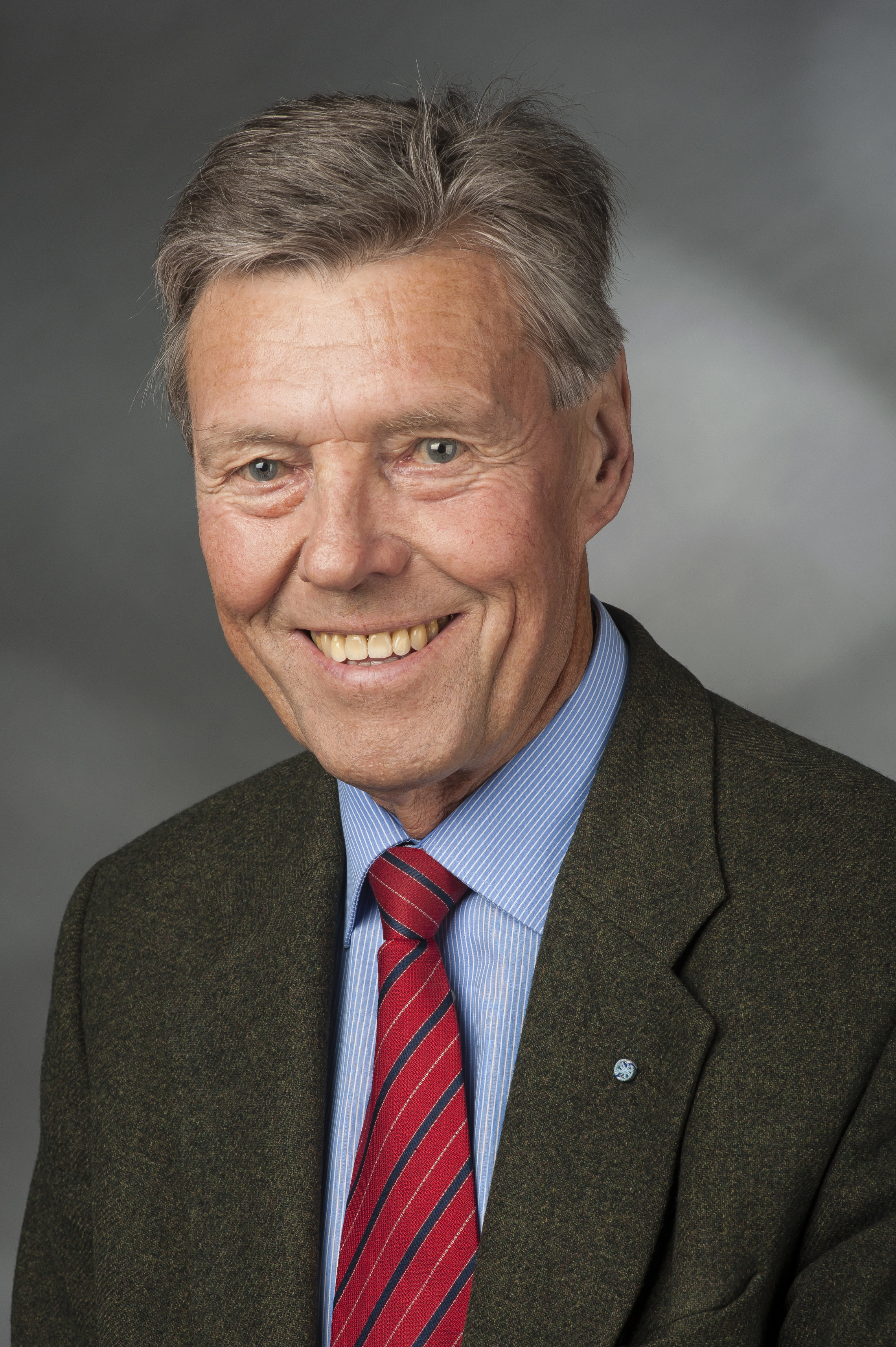
Josef Göppel (2014)

Josef Göppel (* 16. August 1950 in Rauenzell; † 13. April 2022) war ein deutscher Politiker der Christlich-Sozialen Union in Bayern. Von 2002 bis 2017 war er Mitglied des Deutschen Bundestages. Seit 2017 war er Energiebeauftragter des Bundesministeriums für wirtschaftliche Zusammenarbeit und Entwicklung für Afrika.

## Leben und Beruf
Nach der Mittleren Reife 1966 begann Göppel eine Berufsausbildung in der Forstwirtschaft, die er 1969 mit der ersten und 1972 mit der zweiten Staatsprüfung für den gehobenen technischen Forstdienst beendete. Von 1973 bis 1994 war er als Förster im Revierdienst tätig.
Josef Göppel war seit 1977 verheiratet und hatte vier Töchter.
Seit den 1990er Jahren litt Göppel unter einer Nierenkrankheit und erhielt infolgedessen schließlich eine Spenderniere seiner Ehefrau, mit der er fünf Jahre bis zu seinem Tod am 13. April 2022 lebte. Ministerpräsident Söder erklärte nach seinem Tod, Göppel sei „ein umweltpolitischer Visionär“ gewesen, der „seiner Zeit voraus“ gewesen sei und „seine Partei geprägt, geprüft und oft auch vorangetrieben“ habe.

## Politik
Göppel trat 1970 in die CSU ein. Er engagierte sich vor allem in der Umweltpolitik. Von 1991 bis 2017 leitete er den Arbeitskreis „Umwelt und Landesentwicklung“ der CSU. Göppel gehörte außerdem dem Beirat des überparteilichen Forums Ökologisch-Soziale Marktwirtschaft an. Ab November 2017 war er gemeinsam mit der Grünen-Politikerin Bärbel Höhn Energiebeauftragter für Afrika. Seit 2018 zählte der zu den namhaften Vertretern der Union der Mitte, einer von Stephan Bloch gegründeten Mitgliederinitiative innerhalb der CDU & CSU, die sich vor allem für nachhaltigen Naturschutz und gegen einen Rechtsruck in Deutschland stellen.

### Abgeordnetentätigkeit
Von 1972 bis 2004 war Göppel Mitglied des Stadtrates seines Heimatortes Herrieden, wo er von 1984 bis 2002 Vorsitzender der CSU-Fraktion war. Daneben gehörte er von 1974 bis 1994 dem Bezirkstag von Mittelfranken an. Seit 1996 war Mitglied des Kreistages des Landkreises Ansbach.
Von 1994 bis 2002 war Göppel Mitglied des Bayerischen Landtages.
Von 2002 bis 2017 war Göppel Mitglied des Deutschen Bundestages. Die Funktion des Obmanns der CDU/CSU-Bundestagsfraktion im Ausschuss für Umwelt, Naturschutz und Reaktorsicherheit, die er von 2005 bis 2014 ausübte, entzog ihm die Fraktionsspitze wegen seines mehrfach abweichenden Abstimmungsverhaltens.
Josef Göppel zog stets als direkt gewählter Abgeordneter des Wahlkreises Ansbach in den Bundestag ein. Bei der Bundestagswahl 2002 erreichte er hier 56,4 % der Erststimmen. 2005, 2009 und 2013 wurde er wiedergewählt. Bei der Bundestagswahl 2017 kandidierte er nicht erneut.

### Politische Positionen
Göppel wurde häufig als „grünes Gewissen der Union“ tituliert, eine Einschätzung, die er zwiespältig betrachtete, da er die Gefahr sah, von seiner Partei „als Feigenblatt missbraucht zu werden“. Während er in einem Nachruf in der Süddeutschen Zeitung als der bis dato bedeutendste Umweltpolitiker der CSU bezeichnet wurde, gab es in der CSU während seiner aktiven Zeit als Politiker Stimmen, die wegen seiner häufig von der Parteilinie abweichenden Meinung seinen Parteiaustritt forderten. Dies lehnte Göppel, der den Erhalt der Schöpfung als zentrales Motiv seiner politischen Arbeit sah, kategorisch ab. Gemäß Bundestagsverwaltung stimmte Göppel insgesamt 27 Mal gegen Gesetzesvorhaben der unionsgeführten Bundesregierung, zudem stimmte er wiederholt für Initiativen der Grünen.
Als Vorsitzender des Arbeitskreises Umwelt der CSU unternahm er mehrere Vorstöße zur Einführung eines generellen Tempolimits auf der Autobahn.
Als Landtagsabgeordneter prägte Göppel 2001 das erste Umweltprogramm seiner Partei mit. In seiner Zeit als Bundestagsabgeordneter wirkte Göppel am Erneuerbare-Energien-Gesetz (EEG) und dessen Reformen mit.
Er stimmte als einziger CSU-Abgeordneter gegen die 2010 von der Koalition geplante Laufzeitverlängerung deutscher Kernkraftwerke. In seiner Fraktion hingegen wurde er wegen seiner Photovoltaikanlage auf dem Dach oft verspottet.
Josef Göppel stimmte im Deutschen Bundestag am 29. September 2011 gegen die Erweiterung des Europäischen-Rettungsfonds EFSF, weil sie nicht mit einer Einführung einer Finanztransaktionssteuer verbunden wurde.
Göppel stimmte im März 2014 als einer von drei Abgeordneten der Großen Koalition im Deutschen Bundestag für Anträge der Grünen, die eine Kennzeichnung von Honig forderten, der Pollen von gentechnisch veränderten Pflanzen enthält sowie den Anbau von gentechnisch verändertem Mais verhindern sollten. In den Koalitionsverhandlungen 2013 war Göppel Mitglied der Arbeitsgruppe Energie, stimmte aber letztendlich gegen den Koalitionsvertrag, da er die dort getroffenen Vereinbarungen im Bereich Energie nicht mittragen wollte, u. a. wegen der Zentralisierung der Energiewende.
Göppel war Vorsitzender des Deutschen Verbands für Landschaftspflege. Im Jahre 1986 hatte er den ersten Landschaftspflegeverband Mittelfranken gegründet, um die Gegensätze zwischen Naturschützern und Landwirten in seiner Heimatregion zu überwinden.
2014 war Göppel an der Gründung der Regionalstrom Franken Genossenschaft beteiligt, die Kleinerzeuger bündelt und den regional erzeugten Strom unmittelbar an die benachbarten Städte liefert.
2018 unterstützte er das bayerische Volksbegehren gegen Flächenfraß mit einem Vorschlag zur Begrenzung des Landverbrauchs durch Flächenbudgets.
Ebenfalls 2018 wandte sich Göppel gegen den Rechtsruck der CSU-Führung und schloss sich der „Union der Mitte“ an.
Ende 2018 reichte er gemeinsam mit anderen Prominenten wie Hannes Jaenicke, Wolf von Fabeck und Volker Quaschning, weiteren Einzelpersonen sowie dem Bund für Umwelt und Naturschutz Deutschland und dem Initiator Solarenergie-Förderverein Deutschland eine Verfassungsbeschwerde „gegen das Unterlassen geeigneter gesetzlicher Vorschriften und Maßnahmen zur Bekämpfung des Klimawandels durch die Bundesrepublik Deutschland“ ein. Daraufhin verfasste das Bundesverfassungsgericht im April 2021 ein als weitreichend angesehenes Urteil, das die Unionsparteien im Wahlkampf 2021 zu einer Umkehr in ihrer Klimaschutzpolitik zwang. Göppel, der vom Urteil des Bundesverfassungsgerichts überrascht war, kritisierte allerdings, dass die neuen Ziele der Union weiter nicht ausreichten. Zudem machte er das Einstehen für ernsthaften Klimaschutz als Existenzfrage für die Union im Hinblick auf politische Führungsverantwortung in Deutschland aus.
Nach dem Erfolg des bayerischen Volksbegehrens für mehr Artenvielfalt im Jahr 2019 wurde er Mitglied des Runden Tisches Arten- und Naturschutz zur Ausarbeitung neuer umweltgesetzlicher Regelungen.
Josef Göppel war Mitglied in vielen Organisationen, u. a. Bund Naturschutz in Bayern (seit 1970) und Eurosolar (seit 1999).

## Verwandtenaffäre
Am 3. Mai 2013 wurde von der Landtagspräsidentin des bayerischen Landtags Barbara Stamm (CSU) eine Liste mit Namen von Abgeordneten veröffentlicht, die Verwandte ersten Grades (Ehepartner, Eltern, Kinder) beschäftigten (sogenannte „Verwandtenaffäre“). Auf dieser Liste wird auch Göppel aufgeführt. Göppel selbst gab in einer Stellungnahme an, wegen einer fehlgeschlagenen Nierentransplantation seine Ehefrau als Fahrerin sowie für Bürotätigkeiten seine beiden Töchter zur Betreuung der Website für je 325 Euro angestellt zu haben, kurz bevor ein entsprechendes Verbot in Kraft trat.

## Ehrungen
- 1988 Umweltmedaille des Freistaates Bayern
- 1988 Staatsmedaille für Verdienste um die bayerische Landwirtschaft
- 1994 „Grüner Oskar“, Umweltpreis des Bayerischen Fernsehens[26]
- 1997 Bayerische Kommunale Verdienstmedaille
- 2003 Herbert-Gruhl-Preis der Herbert-Gruhl-Gesellschaft (2020 zurückgegeben)[30]
- 2010 Adam-Smith-Preis für marktwirtschaftliche Umweltpolitik durch das Forum Ökologisch Soziale Marktwirtschaft für die umweltpolitischen Leistungen von Josef Göppel[31]
- 2010 Bayerischer Verdienstorden
- 2013 Bayerische Staatsmedaille für besondere Verdienste um die Umwelt
- 2018 Bayerischer Naturschutzpreis[32]
- 2020 Bundesverdienstkreuz 1. Klasse[33]